# 横津岳
横津岳（よこつだけ）は、北海道亀田郡七飯町にある恵山道立自然公園に指定された標高1166.9mの山。

## 概要
山頂には三等三角点（点名「横津」）が置かれているほか、航空監視レーダーが設置されている。また付近の峰上には函館地方気象台が管理するドップラーレーダー、及び携帯電話会社や官庁の無線局が複数設置されている。
山頂まで舗装道路が開通しているが、山頂まで残り2kmの地点からは一般車両通行禁止となっており、関係者以外は徒歩となる。
1971年7月3日、山頂南麓斜面に東亜国内航空のYS-11が墜落する事故があり、乗客・乗員68人全員が死亡した（ばんだい号墜落事故）。現在では現場に慰霊碑が建てられている。
南麓中腹にスキー場があるが、2004-2005年シーズンの営業を最後に休業している。

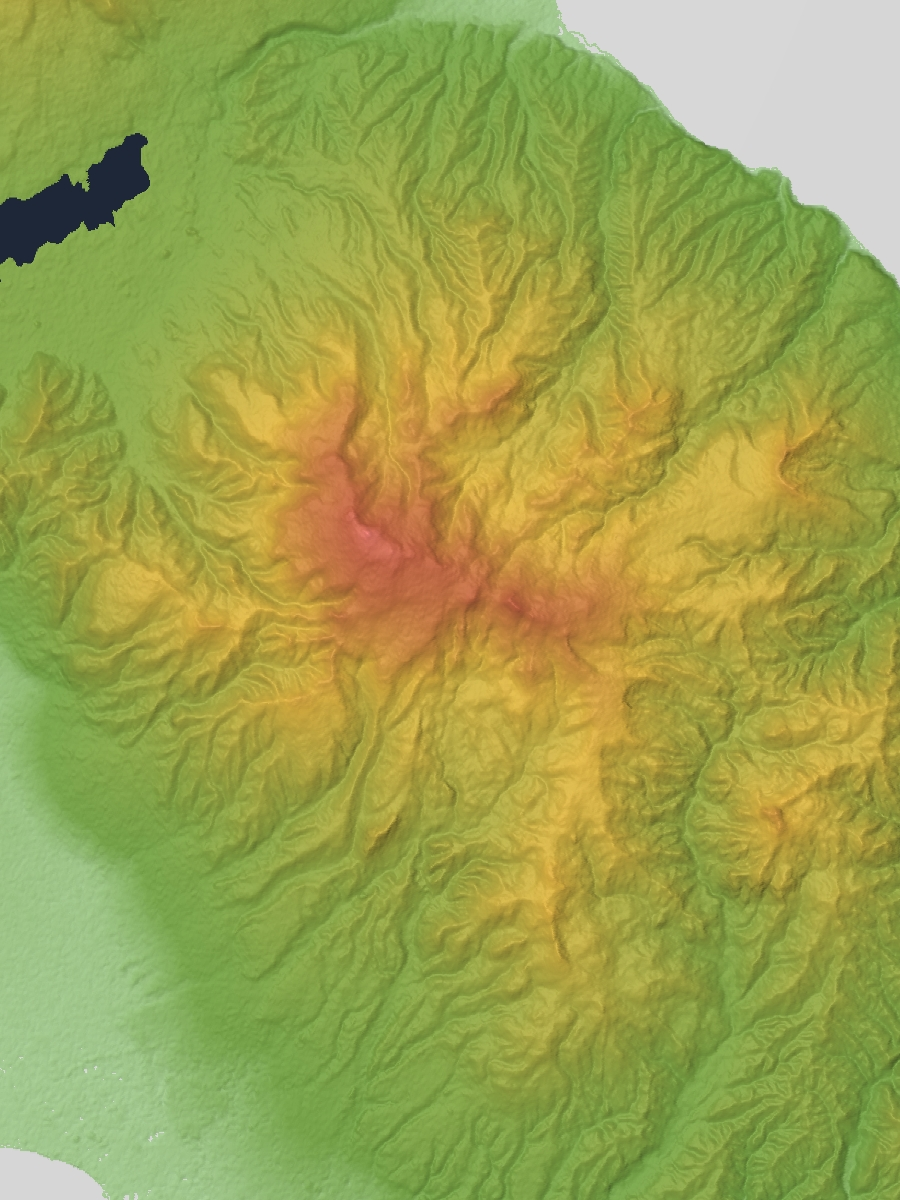
横津岳の地形図
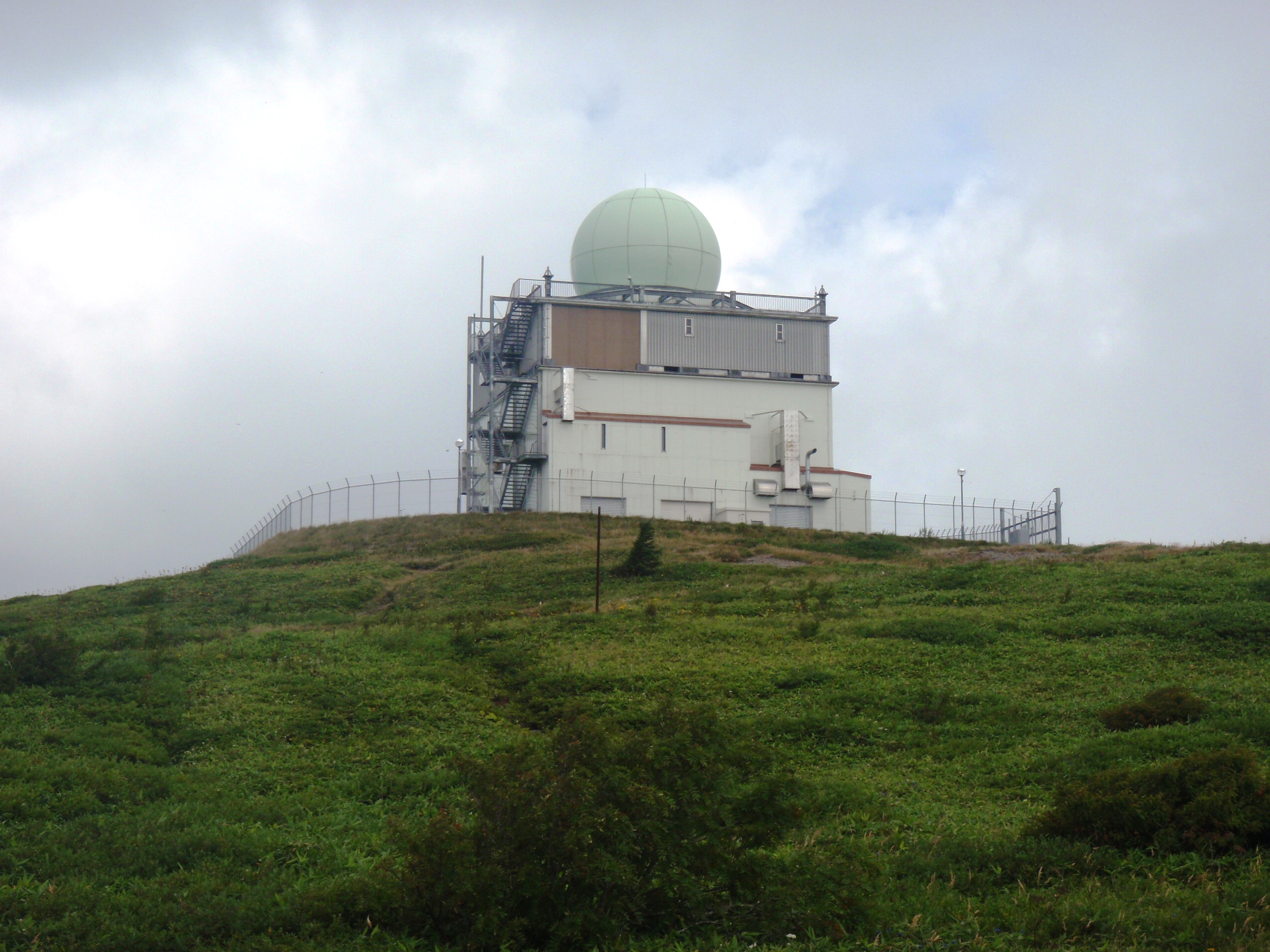
山頂の航空監視レーダー

## 周辺の山
- 駒ヶ岳（1,131 m）
- 袴腰山（袴腰岳、1,108 m）
- 恵山（618m）
- 函館山（334m）